# Болжбина
Болжбина — река в России, протекает в Угличском районе Ярославской области. Исток находится в лесу к западу от деревни Демьяны, речка далее протекает через деревни Стройково, Большое Губино и Малое Губино, но вплоть до последних является пересыхающей. Устье реки находится в 144 км по правому берегу реки Устье (притока Которосли) от её устья. Длина реки составляет 13 км.

## Данные водного реестра
По данным государственного водного реестра России относится к Верхневолжскому бассейновому округу, водохозяйственный участок реки — Волга от Рыбинского гидроузла до города Кострома, без реки Кострома от истока до водомерного поста у деревни Исады, речной подбассейн реки — Волга ниже Рыбинского водохранилища до впадения Оки. Речной бассейн реки — (Верхняя) Волга до Куйбышевского водохранилища (без бассейна Оки).
Код объекта в государственном водном реестре — 08010300212110000010668.